# 翁渡の滝

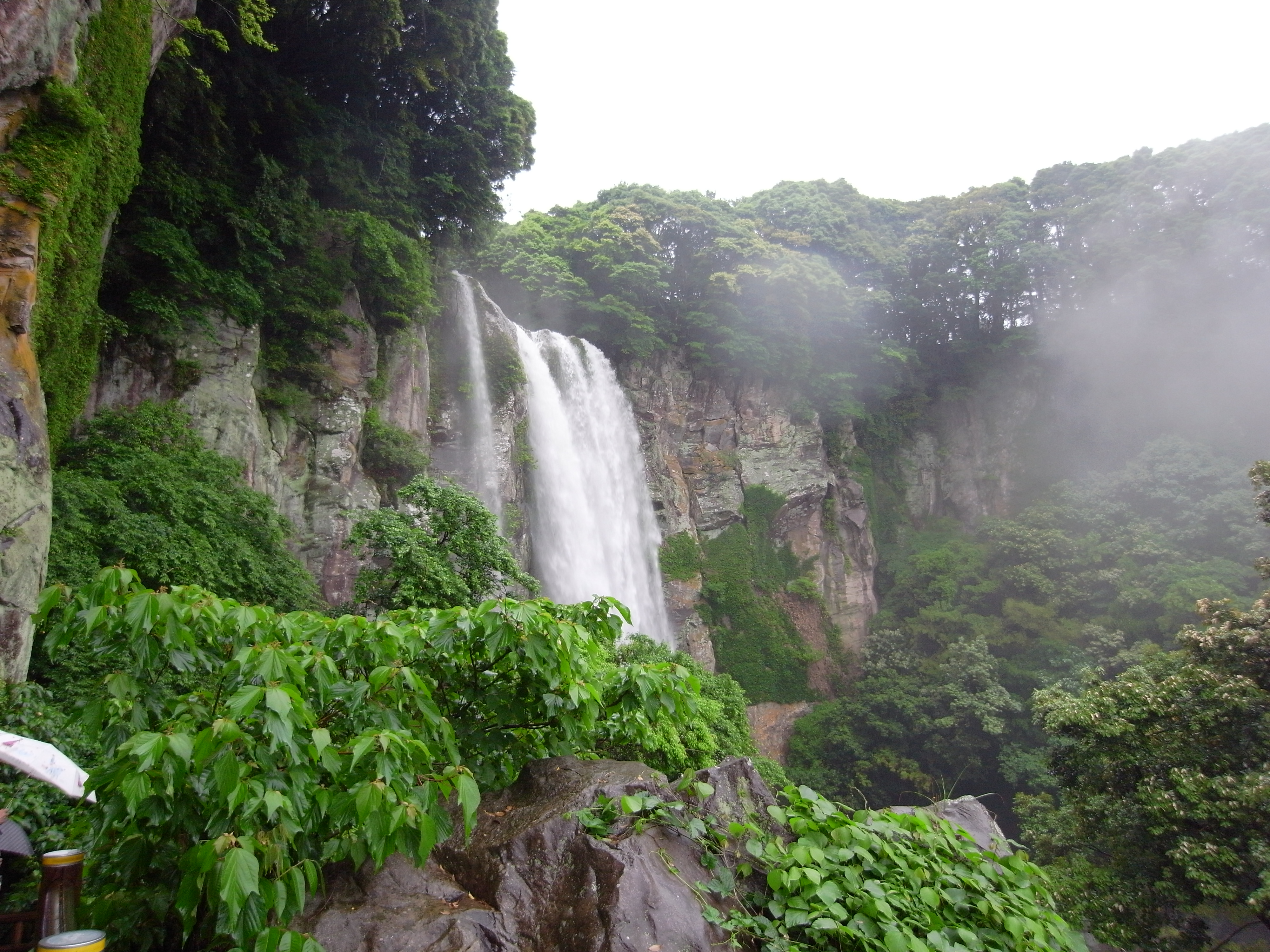
翁渡の滝

翁渡の滝（アントの滝，朝鮮語: 엉또폭포）は大韓民国済州島西帰浦市江正洞にある滝である。
この滝は約50メートルの高さで、普段の乾期には水の流れがなく崖のように見えるが、滝の出現時には小さな岩から滝の水が吹き出しているように見える。
「엉또」は済州語であり、「엉」は小さな岩を「도」は入り口を意味する。
翁渡の滝は天帝淵の滝の第1段の滝と同様に普段は崖のように見え滝水がないが、雨天時に多量の雨が降った後、滝水が現れ、滝となる特徴を持つ枯れ川である。
この滝は70mm以上の降雨のあとに出現するため、この滝を観ることは容易でない。